# Газзаев, Асланбек Славикович
Асланбек Славикович Газзаев (3 июня 1999) — российский борец вольного стиля. Мастер спорта России. Призёр чемпионата России.

## Спортивная карьера
В июле 2016 года принимал участие на Первенстве Европы среди кадетов в Стокгольме, где занял 5 место. В середине февраля 2019 года в Нальчике, уступив в финале Сосланбеку Цкаеву из Северной Осетии, стал вторым на Первенстве СКФО среди юниоров. 6 апреля 2018 года во Владикавказе, победив в финале своего земляка Тамика Джигкаева, выиграл первенство России среди юниоров. 27 июня 2018 года ему было присвоено звание мастер спорта России. 13 августа 2018 года принимал участие на Первенстве мира среди юниоров в Таллине, но вернулся домой он без медали, так как проиграл в утешительном поединке Акашу Антилу из Индии (6:7). 26 октября 2019 года в Нефтеюганске на Международном турнире на призы Владимира Семёнова в схватке за бронзу проиграл Расулу Магомедову из Дагестана, заняв итоговое 5 место. 26 января 2020 года Гран-при «Иван Ярыгин» в Красноярске в малом финале проиграл Шамилю Мусаеву, став в итоговом протоколе пятым. 13 марта 2020 года на чемпионате СКФО в Хасавюрте, проиграв Гаджимагомеду Тажудинову из Дагестана схватку за 3 место, занял 5 место. 18 октября 2020 года в подмосковном Наро-Фоминске на чемпионате России в малом финале победил Шамиля Мусаева со счётом 5:0 и завоевал бронзовую медаль. В начале ноября 2020 года принимал участие на Гран-при Москвы, где уступил турку Ибрагиму Чифчи. 3 декабря 2020 года в Смоленске дошёл до 1/4 финала Первенства России среди борцов до 23 лет, в котором уступил Максиму Толмачеву из Красноярского края. 20 февраля 2021 года во Владикавказе, одолев в схватке за 3 место Мурата Джадтоева из Карачаево-Черкесии, стал бронзовым призёром. 13 марта 2021 года принимал участие на чемпионате России в Улан-Удэ, в котором в квалификации потерпел поражение от Максима Толмачева, покинув турнир. 2 октября 2021 года на Первенстве России среди борцов до 23 лет в Наро-Фоминске, поборов в малом финале Дэвида Кабисова из Северной Осетии, завоевал бронзу. 29 января 2022 года неудачно выступил на Ярыгинском турнире, в котором в квалификации проиграл своему земляку Знауру Коциеву. 27 сентября 2022 года принимал участие на первенство России до 23 лет, где в 1/8 финала проиграл Тамику Джикаеву. В начале октября 2022 года в дагестанском Ботлихе на Международном турнире на призы Юсупа Абдусаламова в малом финале проиграл Тажудину Мухтарову, заняв 5 место. 29 октября 2022 года на турнире памяти Али Алиева в Каспийске в схватке за бронзовую медаль проиграл Рамазану Шабанову. 24 июня 2023 года на Чемпионате России в Каспийске в малом финале уступил бронзовую медаль Шамилю Мусаеву, заняв 5 место. 27 июля 2023 года во Владикавказе участвовал в турнире в рамках борцовской лиги Ивана Поддубного - «Кубок Содружества», на котором в 1/4 финала проиграл Сергею Козыреву из Чувашии. 2 декабря 2023 года в Наро-Фоминске стал бронзовым призёром абсолютного чемпионата России.

## Спортивные результаты
- Первенство России по борьбе среди юниоров 2018 — ;
- Чемпионат России по вольной борьбе 2020 — ;
- Абсолютный чемпионат России по борьбе 2023 — ;